# Charlie Matthews
Pour les articles homonymes, voir Matthews.

a Compétitions nationales et continentales officielles uniquement.

b Matchs officiels uniquement.
Dernière mise à jour le 1 juillet 2025.
Charlie Matthews, né le 26 juillet 1991 à Kingston upon Thames (Angleterre), est un joueur anglais de rugby à XV évoluant au poste de deuxième ligne.

## Biographie
En 2010, il porte le maillot national dans le cadre du championnat du monde junior avec l'équipe d'Angleterre des moins de 20 ans, aux côtés notamment de Jamie George, Jonny May, Joe Marler, George Kruis et Mako Vunipola.
En 2014, il est retenu dans le groupe élargi prévu pour la tournée estivale de l'équipe d'Angleterre en Nouvelle-Zélande, mais est finalement sélectionné avec les Saxons, l'équipe réserve de l'Angleterre, pour affronter les Barbarians et ne dispute aucun test match sous le maillot du XV de la Rose.
Après avoir fait ses débuts professionnels aux Harlequins où il dispute neuf saisons, il rejoint les Wasps en 2018.  
À la suite de l'interruption de la saison 2019-2020 en raison de la pandémie de Covid-19, il rejoint l'équipe japonaise des Seawaves de Kamaishi (en),. 
En juillet 2023, il s'engage pour deux ans au Biarritz olympique puis prolonge son contrat d'une année supplémentaire dès l'été 2024.
A l'issue de la saison 2024-2025, il signe pour une année à l'Union sportive dacquoise.

## Palmarès

### En club
- Vainqueur de la Premiership en 2012 avec les Harlequins.
- Vainqueur de la Coupe anglo-galloise en 2013 avec les Harlequins.
- Finaliste de la Premiership en 2020 avec les Wasps.

### En sélection nationale
- Vainqueur du Tournoi des Six Nations des moins de 20 ans en 2011 avec l'équipe d'Angleterre des moins de 20 ans.
- Finaliste du Championnat du monde junior en 2011 avec l'équipe d'Angleterre des moins de 20 ans.